# Fatburen (byggnad)
För andra betydelser, se Fataburen (olika betydelser).

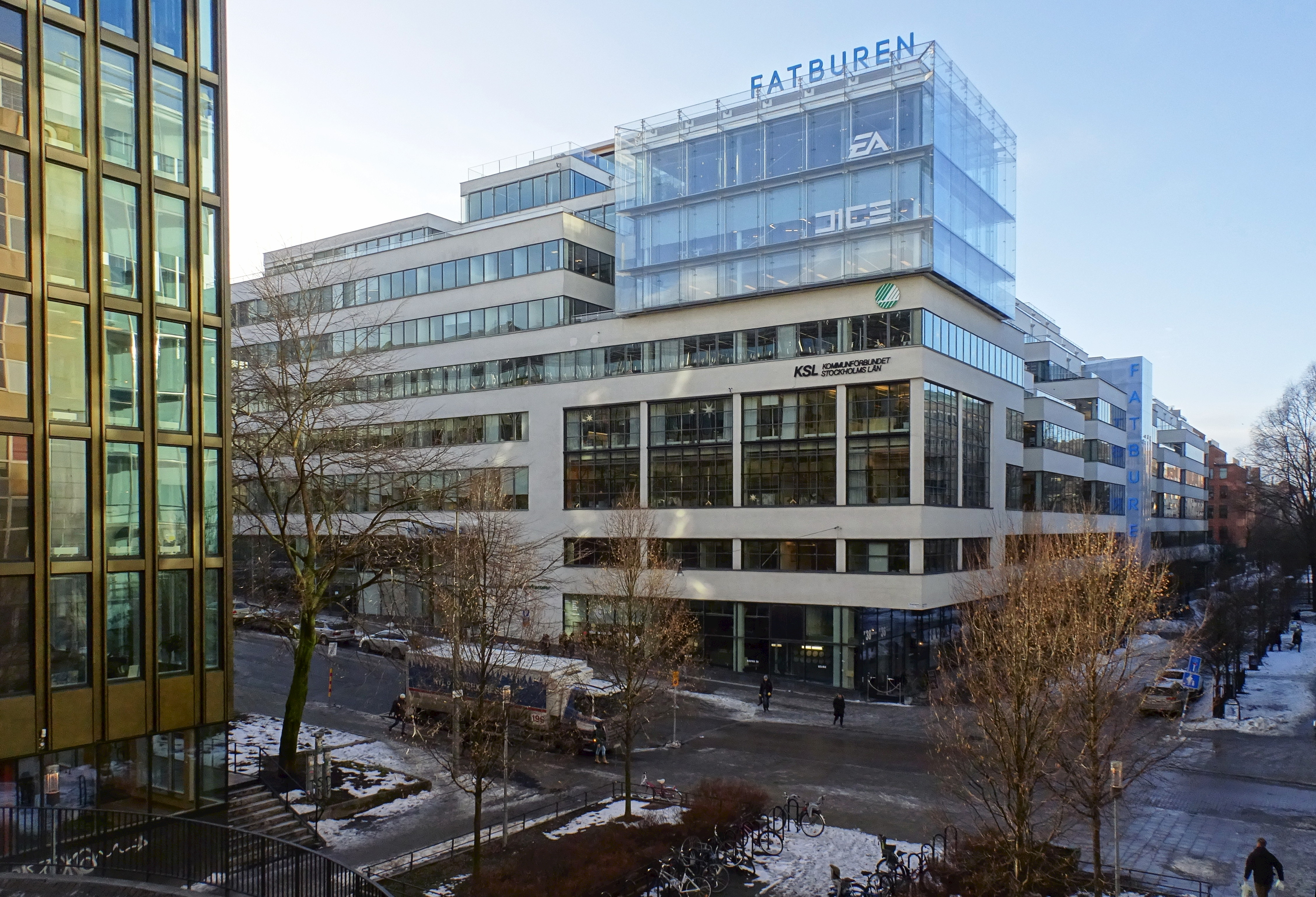
Fatburen, kontorsfastighet, 2017.

Fatburen, tidigare känd som Korvfabriken eller Charkfabriken, är en stor kontorsbyggnad belägen i kvarteret Fatburssjön vid Västgötagatan / Magnus Ladulåsgatan på Södermalm i Stockholm. Namnet Charkfabriken härrör från KF:s centrallager som fanns här tidigare och som bland annat innehöll en charkuterifabrik.

## Historia

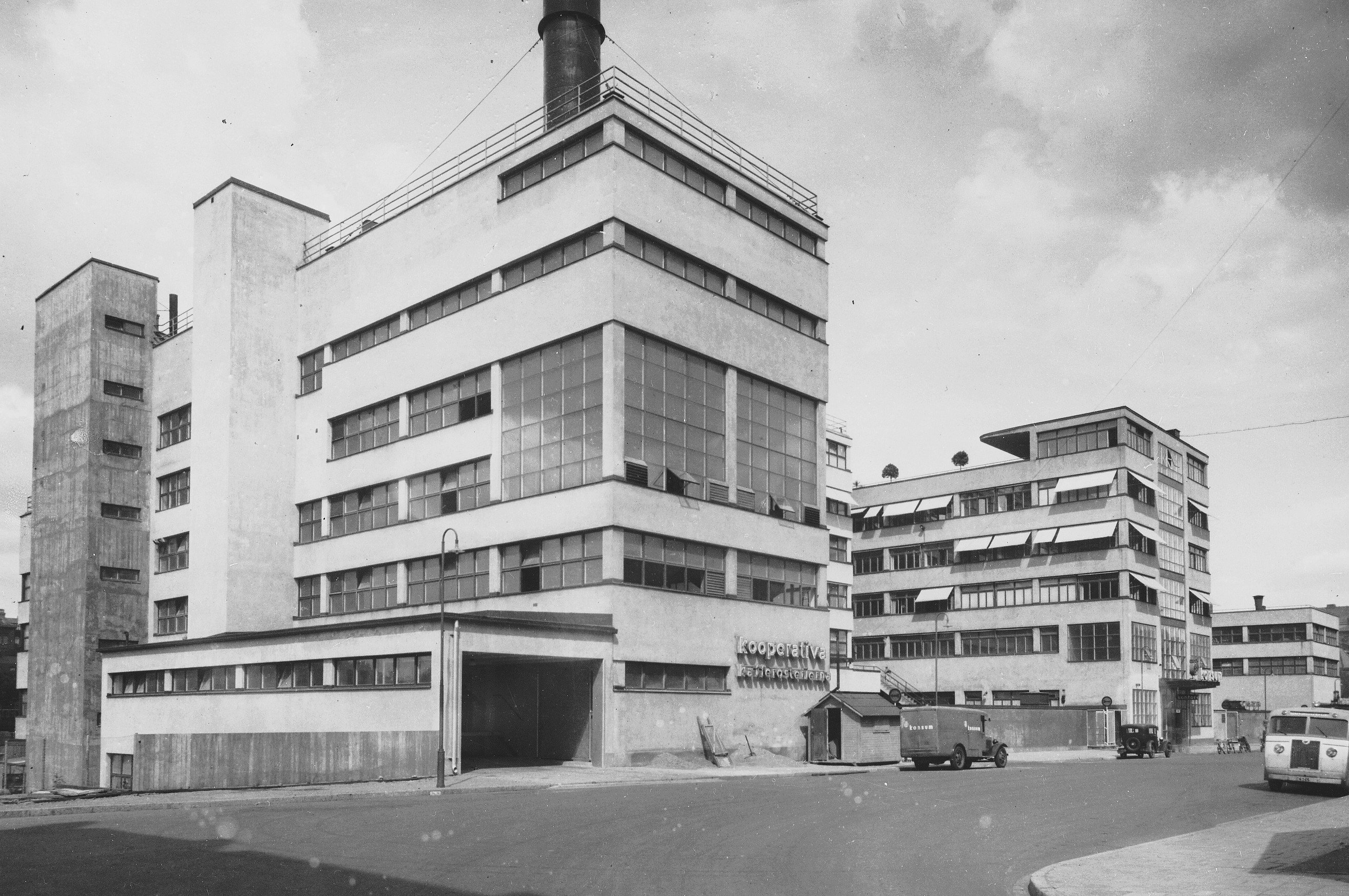
KF:s centrallager 1937.

År 1929 förvärvade Konsumentföreningen Stockholm mark intill Södra Godsstationen (vid nuvarande Medborgarplatsen) för att låta uppföra en produktions-, lager- och distributionsanläggning för föreningens butiker. Byggnaden ritades i funktionalistiskstil  av arkitekterna Eskil Sundahl och Eric Rockström från Kooperativa förbundets arkitektkontor, och stod klar 1933. Den innehöll ursprungligen avdelningar för charkuterifabrik, specerilager, grönsakscentral, kafferosteri, garage, expeditions- och inköpskontor, personalrum, matsalar samt föreningens huvudkontor.
År 1942 uppfördes i den västra, tidigare obebyggda delen av fastigheten en skofabrik, som senare byggdes om till kontor för KF:s arkitekter och ingenjörer. Åren 1970 till 1977 genomfördes en omfattande om- och tillbyggnad av den ursprungliga anläggningen, då även nya kontorsvåningar lades till. Fabriken var i drift fram till sommaren 1998, då verksamheten lades ned. I samband med detta försvann den sista stora industriella produktionsverksamheten från Stockholms innerstad.

## Ombyggnad
En ny detaljplan för fastigheten antogs av Stockholms stadsbyggnadsnämnd i september 2000 och vann efter vissa överklaganden laga kraft i maj 2001. Våren 2001 gick fastighetsbolagen Atrium Fastigheter AB och Fabege samman i projektet Kv Fatburssjön 5 inför en omfattande ombyggnad. Man diskuterade rivning av den gamla KF-anläggningen, men den fick stå kvar och är numera om- och påbyggd efter ritningar av arkitekt Gert Wingårdh. År 2005 köptes delar av fastigheten av det danska fastighetsbolaget Keops A/S och av Atrium Fastigheter AB. År 2013 blev Aareal Bank nya ägaren och i december 2015 blev byggnaden en del av AMF Fastigheters fastighetsbestånd. Fatburen har en total yta om 48 000 kvadratmeter.